# Östlig larmfågel
Östlig larmfågel (Crinifer zonurus) är en fågel i familjen turakor inom ordningen turakofåglar.

## Utseende och läte
Östlig larmfågel är en ovanligt färglös grå turako med lång stjärt och spretig huvudtofs. I flykten syns vita band på vingens ytterdel och vita stjärtsidor. Arten är till formen lik vitbukig tofsturako, men skiljs enkelt på mörkare buk och ljusgrön eller gulaktig näbb. Fågeln är högljudd och talför, med en serie gläfsande toner som ökar i hastighet och tonhöjd och vanligen avgiven i kör. 

## Utbredning och systematik
Fågeln förekommer i öppna skogslandskap i centrala och östra Afrika. Den behandlas som monotypisk, det vill säga att den inte delas in i några underarter.

## Levnadssätt
Arten hittas i savann, busklandskap, öppen skog och trädgårdar. Den påträffas vanligen i små grupper.

## Status
Arten har ett stort utbredningsområde och beståndet anses vara stabilt. Internationella naturvårdsunionen IUCN listar den därför som livskraftig (LC).